# Theodosius III
Theodosius III var en bysantinsk kejsare mellan år 715 och 717. Theodosius III företräddes av Anastasios II och efterträddes av Leo III.